# Saint-Exupéry (Gironde)
Saint-Exupéry is een gemeente in het Franse departement Gironde (regio Nouvelle-Aquitaine) en telt 142 inwoners (2005). De plaats maakt deel uit van het arrondissement Langon.

## Geografie
De oppervlakte van Saint-Exupéry bedraagt 4,2 km², de bevolkingsdichtheid is 33,8 inwoners per km².
De onderstaande kaart toont de ligging van Saint-Exupéry (Gironde) met de belangrijkste infrastructuur en aangrenzende gemeenten.

## Demografie
Onderstaande figuur toont het verloop van het inwonertal (bron: INSEE-tellingen).